# 1981 في الكويت

## المناصب
- أمير الدولة: جابر الأحمد الصباح
- رئيس الوزراء وولي العهد: سعد العبد الله السالم الصباح

## مواليد
- نواف الخالدي - لاعب كرة قدم
- وليد علي - لاعب كرة قدم
- محمد جراغ - لاعب كرة قدم
- شهاب كنكوني - لاعب كرة قدم
- جراح العتيقي - لاعب كرة قدم
- سعود السنعوسي - كاتب
- مونيا - مغنية
- محمد العلوي - ممثل
- محمود بوشهري - ممثل
- شيماء علي - ممثلة
- أوس الشطي - ممثل
- عبد الله التركماني - ممثل
- إيما شاه - مغنية وممثلة
- ناصر الكندري ممثل
- فاطمة الصفي - ممثلة
- حياة الياقوت - كاتبة
- سعود السنعوسي - كاتب